# 神威駅

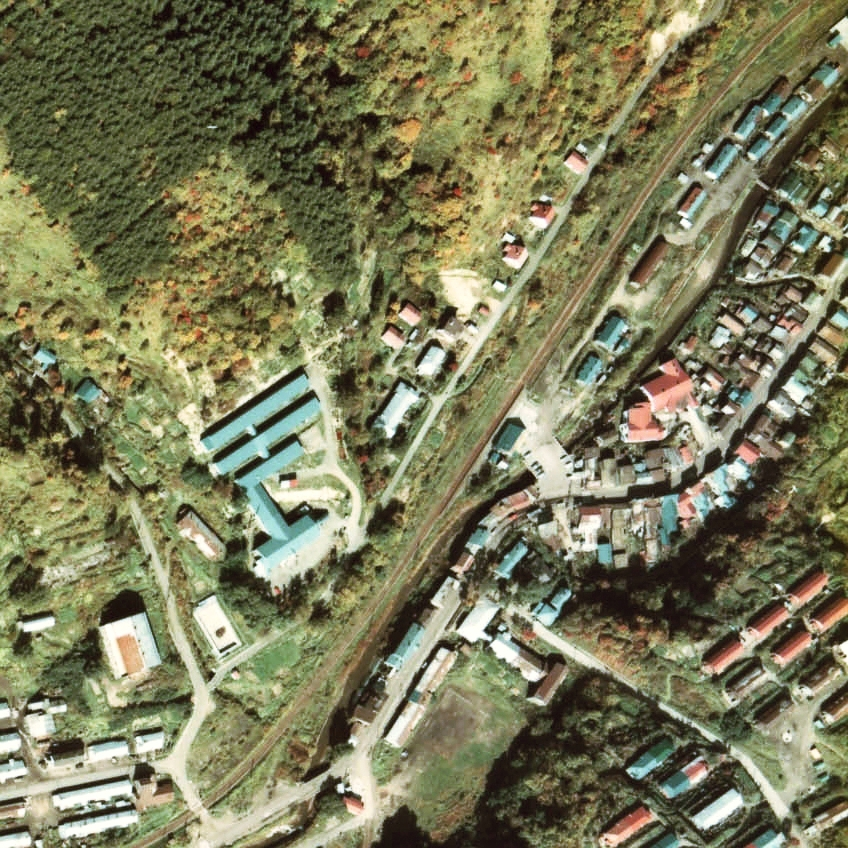
1976年の神威駅と周囲500m範囲。左下が砂川方面。

神威駅（かもいえき）は、かつて北海道（空知管内）歌志内市字神威に設置されていた、北海道旅客鉄道（JR北海道）歌志内線の鉄道駅（廃駅）である。電報略号はモイ。事務管理コードは▲131602。

## 歴史
北海道炭礦鉄道空知線が歌志内まで開通すると同時に同社神威砿からの積出し用専用線も開通したが、当駅の設置は神威砿よりもむしろ同社空知砿の西山坑からの運炭のためとされる。西山坑は1896年（明治29年）に開坑し、出炭量が神威砿よりも多かったため、北炭はこの開発を計画して上砂川地区への展開を計ったが、断層やガスが多いとして断念、1924年（大正13年）には鉱区の一部を三井鉱山に売却するなど経営を縮小し、1931年（昭和6年）に閉山した。北炭神威砿専用線の他、住友新歌志内炭砿専用線、三井文珠炭砿専用線、および西歌駅ができるまでの住友歌志内炭砿専用線の管理駅であった。（住友歌志内炭砿専用線、三井文珠炭砿専用線については西歌駅を参照）

### 年表
- 1891年（明治24年）7月5日：北海道炭礦鉄道空知線開通に伴い、北炭神威砿専用線使用開始[3]。
- 1896年（明治29年）10月21日：北海道炭礦鉄道の駅として、砂川駅 - 歌志内駅間に開駅[1]。一般駅[1]。
- 1906年（明治39年）10月1日：北海道炭礦鉄道の鉄道路線国有化により、官設鉄道に移管[1]。
- 1907年（明治40年）：北炭空知砿西山坑から当駅西側貯炭場へ索道設置[3][注 1]。
- 不明：新歌志内炭礦から当駅東側貯炭場へ索道設置[5][注 2]。
- 1931年（昭和6年）：北炭西山坑閉山[3]。
- 1944年（昭和19年）：駅舎改築[3]。
- 1953年（昭和28年）7月31日：住友石炭鉱業新歌志内砿閉山[5]。
- 1963年（昭和38年）9月：北炭神威砿閉山[5]。
- 1972年（昭和47年）3月15日：貨物の取り扱いを廃止[1]。
- 1979年（昭和54年）6月15日：荷物の取り扱いを廃止し、無人（簡易委託）化[5]。
- 1986年（昭和61年）11月：乗車券の発売を取りやめ、完全無人化。
- 1987年（昭和62年）4月1日：国鉄分割民営化により、JR北海道に継承[1]。
- 1988年（昭和63年）4月25日：歌志内線の廃線に伴い、廃駅となる[1]。

### 駅名の由来
北海道炭礦鉄道が1893年（明治26年）に申請した、鉱区名の神威（カムイ）から採られた。この名前とした由来はよくわかっておらず、近くの「カムイヌプリ」（神威岳）もしくはペンケウタシナイ川の支流「カムイシンレルマップ」（ただしシンレルの意味が不明なため全体の意味も不明）から「カムイ」を採ったのではないかとされる。また「かむい」ではなく「かもい」と訛っている理由は不明。ちなみに地区の名前は「かむい」で訛っていない。

## 駅構造
廃止時点で、1面1線の単式ホームを有する無人駅であった。有人駅時代の駅舎が残っていた。

## 周辺施設
- 北海道道114号赤平奈井江線
- 北海道道1027号砂川歌志内線
- 北海道中央バス「神威市街」停留所

## 駅跡
駅跡には2021年（令和3年）7月に歌志内市地域おこし協力隊員の提案により、当時のデザインを再現した駅名標が設置されている。2021年から2022年にかけて旧歌志内線のうち歌志内市にあった5駅に駅名標レプリカを駅跡地に設置する事業が進められ各駅に設置された（神威駅には2021年度に設置）。

## 隣の駅
北海道旅客鉄道（JR北海道）
歌志内線
西歌駅 - 神威駅 - 歌神駅